# (9753) 1990 QL3
A (9753) 1990 QL3 a Naprendszer kisbolygóövében található aszteroida. Henry Holt fedezte fel 1990. augusztus 28-án.